# University of Prince Edward Island

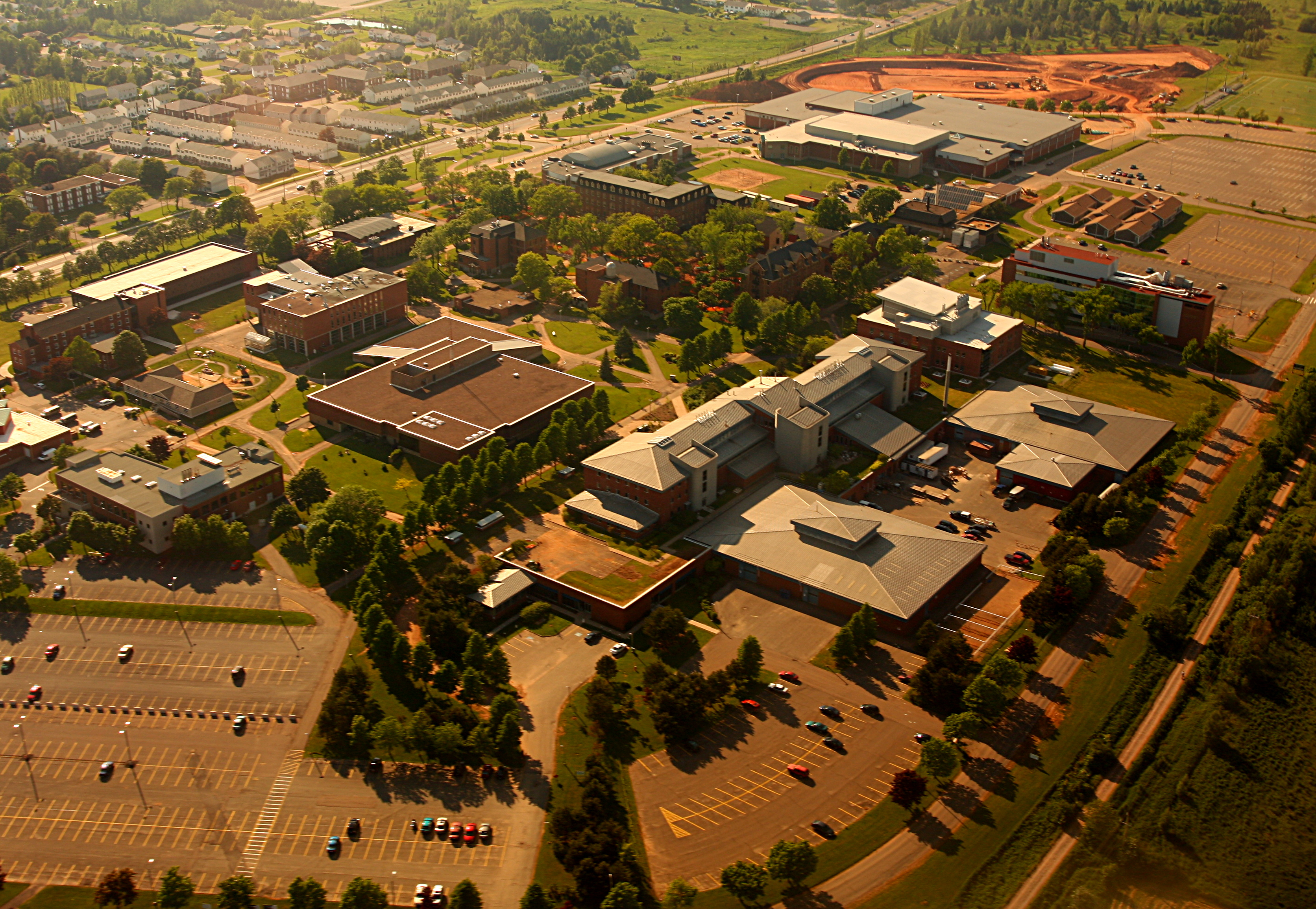
Flygfoto från 2008 över campusområdet.

University of Prince Edward Island är ett universitet i Charlottetown, Kanada. Universitetet grundades i april 1969. På universitetet studerade 1999 cirka 3 000 studenter.
På universitetet, inrymt i "The Robertson Library", finns L.M. Montomery Institute (LMMI), ett institut dedikerat till att forska kring författaren Lucy Maud Montgomerys liv och verk. Montgomery är känd för sina böcker om Anne på Grönkulla.